# Deutsche Badmintonmeisterschaft 2007
Die Deutsche Badmintonmeisterschaft 2007 fand vom 1. bis 4. Februar 2007 in Bielefeld statt.

## Medaillengewinner
| Disziplin    | Gold                                                                 | Silber                                                                | Bronze                                                                     |
| ------------ | -------------------------------------------------------------------- | --------------------------------------------------------------------- | -------------------------------------------------------------------------- |
| Herreneinzel | Björn Joppien (FC Langenfeld)                                        | Roman Spitko (TuS Wiebelskirchen)                                     | Andreas Wölk (FC Langenfeld)                                               |
| Herreneinzel | Björn Joppien (FC Langenfeld)                                        | Roman Spitko (TuS Wiebelskirchen)                                     | Maurice Niesner (BV Gifhorn)                                               |
| Dameneinzel  | Xu Huaiwen (1. BC Bischmisheim)                                      | Juliane Schenk (SG EBT Berlin)                                        | Janet Köhler (SG EBT Berlin)                                               |
| Dameneinzel  | Xu Huaiwen (1. BC Bischmisheim)                                      | Juliane Schenk (SG EBT Berlin)                                        | Carola Bott (FC Langenfeld)                                                |
| Herrendoppel | Michael Fuchs (1. BC Bischmisheim) Roman Spitko (TuS Wiebelskirchen) | Thorsten Hukriede (FC Langenfeld) Mike Joppien (FC Langenfeld)        | Jochen Cassel (1. BC Bischmisheim) Thomas Tesche (1. BC Bischmisheim)      |
| Herrendoppel | Michael Fuchs (1. BC Bischmisheim) Roman Spitko (TuS Wiebelskirchen) | Thorsten Hukriede (FC Langenfeld) Mike Joppien (FC Langenfeld)        | Tim Dettmann (SG EBT Berlin) Johannes Schöttler (VfL 93 Hamburg)           |
| Damendoppel  | Juliane Schenk Nicole Grether (EBT Berlin)                           | Birgit Overzier (1. BC Beuel) Carina Mette (SC Union 08 Lüdinghausen) | Carola Bott (FC Langenfeld) Gitte Köhler (VfL 93 Hamburg)                  |
| Damendoppel  | Juliane Schenk Nicole Grether (EBT Berlin)                           | Birgit Overzier (1. BC Beuel) Carina Mette (SC Union 08 Lüdinghausen) | Kathrin Piotrowski (1. BC Bischmisheim) Stefanie Müller (TSV Röttenbach)   |
| Mixed        | Tim Dettmann (SG EBT Berlin) Annekatrin Lillie (BW Wittorf)          | Kristof Hopp (1. BC Bischmisheim) Birgit Overzier (1. BC Beuel)       | Johannes Schöttler (VfL 93 Hamburg) Gitte Köhler (VfL 93 Hamburg)          |
| Mixed        | Tim Dettmann (SG EBT Berlin) Annekatrin Lillie (BW Wittorf)          | Kristof Hopp (1. BC Bischmisheim) Birgit Overzier (1. BC Beuel)       | Thomas Tesche (1. BC Bischmisheim) Kathrin Piotrowski (1. BC Bischmisheim) |

## Endspielresultate
| Disziplin    | Sieger                         | Finalist                       | Ergebnis            |
| ------------ | ------------------------------ | ------------------------------ | ------------------- |
| Herreneinzel | Björn Joppien                  | Roman Spitko                   | 21–14, 21–5         |
| Dameneinzel  | Xu Huaiwen                     | Juliane Schenk                 | 18–21, 21–9, 21–10  |
| Herrendoppel | Michael Fuchs Roman Spitko     | Thorsten Hukriede Mike Joppien | 21–11, 19–21, 21–12 |
| Damendoppel  | Nicole Grether Juliane Schenk  | Birgit Overzier Carina Mette   | 21–15, 21–12        |
| Mixed        | Tim Dettmann Annekatrin Lillie | Kristof Hopp Birgit Overzier   | 21–11, 19–21, 21–19 |